# Таљаборса
Таљаборса је насеље у Италији у округу Катанија, региону Сицилија.
Према процени из 2011. у насељу је живело 76 становника. Насеље се налази на надморској висини од 218 м.